# 真藤峨眉
真藤 峨眉（しんどう がび、享保15年（1730年）- 文化8年3月（1811年））は、江戸時代中期-後期の儒学者、教育者。福岡藩藩儒。名は世範。字（あざな）は叔度。峨眉はその号にして、のちに漁樵翁と称す。

## 経歴
柴田氏に生まれ、福岡藩士真藤常章の養子となる。
福岡藩藩儒となり、のちに藩校修猷館の教授を務めた。
文化8年3月に没し、妙圓寺（福岡市博多区住吉）に葬られた。